# 網球學校
網球學校（葡萄牙語：Academia de Ténis）是位於澳門路氹國際體育綜合體的其中一個體育場地，與保齡球中心為鄰，是澳門現時規模最大、設施齊全的網球場地。該體育場館於2005年10月11日由時任澳門行政長官何厚鏵主持開幕；網球學校在曾被用作澳門東亞運動會、澳門葡語系運動會的比賽場地。

## 歷史

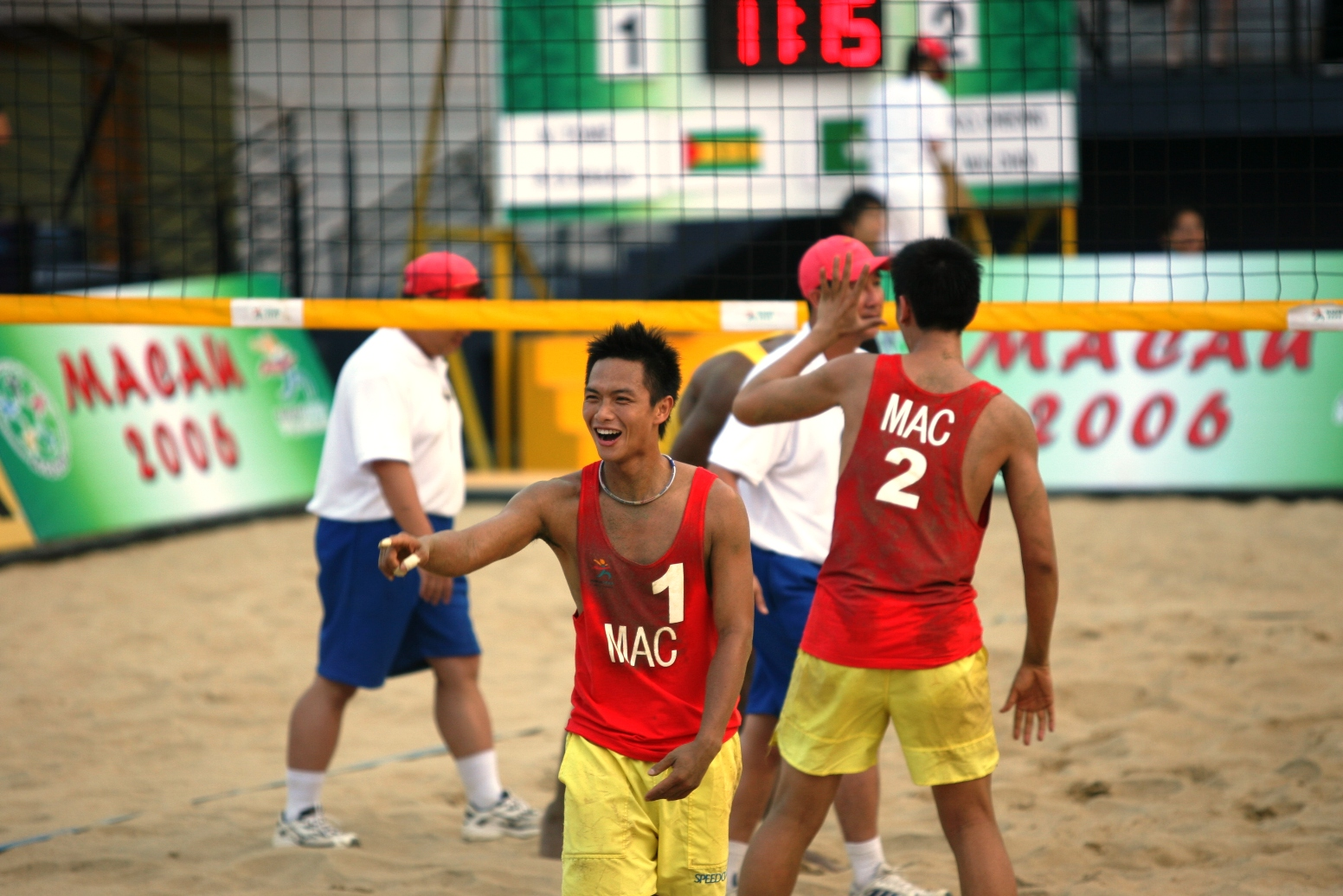
網球學校於澳門葡語運期間臨時改為沙灘排球比賽場地；圖為東道主中國澳門對聖多美普林西比的男子沙灘排球賽事。

網球學校是澳門特區政府特為澳門主辦澳門東亞運而興建的體育比賽場館之一，於2005年4月22日起連同保齡球中心共耗資2.16億澳門元動工興建。網球學校連同澳門科技大學運動場及體育館及保齡球中心的三個新場館開幕式一同於2005年10月11日（即澳門東亞運開幕前約半個月）在保齡球中心先由天主教澳門教區主教黎鴻昇及普濟禪院住持釋機修分別以天主教和佛教為場館進行祈福禮，並在澳門行政長官何厚鏵、澳門東亞運組委會主席蕭威利、澳門網球總會副會長鄧君明等一同為主持剪綵後，何厚鏵和蕭威利為澳門網球學校共同主持場館牌匾揭幕儀式。
網球學校於澳門東亞運期間是為舉辦網球和軟式網球再兩個比賽項目的比賽場館。2006年1月23日起，網球學校連同澳門體育發展局轄下15個體育場館及工人體育場納入為「公共體育設施網絡」向澳門居民開放使用；同年4月起，體育發展局聯同澳門網球總會主辦的「澳門青少年網球學校（葡萄牙語：Escola de Ténis Juenil de Macau）」在網球學校開課，以培養澳門青少年對網球的興趣。在澳門主辦澳門葡語運時，第一屆葡語系運動會澳門籌委會把網球學校的主賽場臨時改為沙灘排球場地，以用作該運動會沙灘排球項目的比賽用途。

## 場館設施
網球學校佔地面積達15,304 m2（164,731 sq ft），而所有的網球場（包括主賽場）都是根據國際網球聯合會要求而設計、興建以及採用丙烯酸的柏士壁運動面層系統作為鋪設地面的物料；該體育場館設有一個特別為網球決賽而設計的主賽場外，也另設有八個網球練習場；場館也包括一座樓高三層的技術輔助大樓（曾稱為管理大樓）及一個公眾停車場。
主賽場的比賽場地面積為1,020.8 m2（10,988 sq ft）；最多可同時容納850人，當中822個為觀眾席，而嘉賓席及記者席則共有28個座位；而其餘八個網球場也設有少許觀眾席。
網球學校的技術輔助大樓設有三層，地面的一層特別為運動員、嘉賓及工作人員而設的樓層，也設有多間多功能室、接待室、休息室、更衣室等設施；另一方面，此樓層設有嘉賓專用通道，和嘉賓席相連。一樓主要作為傳媒廣播用途，設有電視直播及新聞發佈的相關設施；而一樓及二樓是觀眾的出入通道及接待大堂；此層採用輕金屬作為屋頂結構框架材料，因而具有獨立保溫系統及橫向通風系統。三樓是場館的控制室以控制澳門網球學校內的燈光、音響和保安系統。

## 交通
網球學校及鄰近的場館自啟用以來均沒有巴士服務，最就近的巴士站設於路氹連貫公路，居民下車後要步行一大段路程進內，導致各場館使用率偏低。雖然體育發展局開辦了「體育專線」穿梭巴士，但服務對象衹是集訓隊。對此，2009年，交通事務局於巴士路線第三階段調整時增設50路線途經場館。

### 公共巴士
T387 東亞運／保齡球中心（Jogos da Ásia Oriental / Centro de Bowling）
路線：50、MT4、N5
T388 東亞運／巴黎人花園（Jogos da Ásia Oriental / Le Jardin）
路線：50

### 輕軌
█  氹仔線東亞運站 (B出口)

## 鄰近設施
- 國際射擊中心
- 澳門東亞運動會體育館

## 備註
1. ↑  網球學校和保齡球中心為一個整體工程；工程判給1.74億，及後經追加費用後以2.16億興建，即整體工程超支18.98%[2]
2. ↑  網球學校的公眾停車場和保齡球中心的公眾停車場為同一個公眾停車場[1]